# Martina Sacher
Martina Sacher (* 7. Juni 1957 in Dresden) ist eine ehemalige deutsche Politikerin (WASG und Die Linke). Sie war 2005 im Geschäftsführenden Landesvorstand der WASG in Sachsen. Sie war Mitglied im sächsischen Landesvorstand der Partei Die Linke.

## Leben
Ihre berufliche Laufbahn begann als Werkzeugmacherin. Nach der Wende in der DDR wurde Martina Sacher 1993 in den ersten Betriebsrat der Deutschen Bahn gewählt. Sie war Mitglied des Gesamtbetriebsrates, Sprecherin des Wirtschaftsausschusses, des Ausschusses Personal und Organisation und des Ausschusses Arbeitsschutz und Soziales. Sie ist Mitglied der Gewerkschaft Transnet.
Martina Sacher wurde 2005 Mitglied der WASG. Im August 2005 wurde sie von WASG und Linkspartei.PDS zur gemeinsamen Kandidatin für die Bundestagswahl 2005 im Wahlkreis 161 (Dresden II – Meißen I) bestimmt. Bei der Wahl erreichte sie ein Ergebnis von mehr als 18 % der Stimmen. Auf dem Freiberger Parteitag der WASG Sachsen („Richtungsparteitag“) wurde Sacher in den Geschäftsführenden Landesvorstand gewählt. Als Sprecherin der Landesarbeitsgemeinschaft Betrieb & Gewerkschaft der WASG und der Steuerungsgruppe für die Mindestlohnkampagne arbeitete sie direkt an der Fusion zur Partei Die Linke mit. 
Auf dem Bundesparteitag der WASG in Geseke am 18./19. November 2006 wurde Sacher in den erweiterten Bundesvorstand der WASG gewählt. Auf dem Parteitag des sächsischen Landesverbands der Partei Die Linke am 14./15. Juli 2007 wurde sie in den Landesvorstand gewählt.